# RDS (emittente radiotelevisiva)
RDS, acronimo di Radio Dimensione Suono, è un'emittente radiofonica e televisiva privata italiana con sede principale a Roma, in via Pier Ruggero Piccio 55, e sede secondaria a Milano, in via Melchiorre Gioia 65, dove si trova anche la sede di RDS Advertising, la concessionaria di pubblicità del gruppo RDS.

## Storia
La radio nasce a Roma nel 1976 grazie all'iniziativa di Mario Tagliaferri e Roberto Giorgio. Nel 1979 inizia le trasmissioni a Roma sulla frequenza FM 103.100. La sede è alla Balduina.
L'attuale proprietario ed editore è Eduardo Montefusco, che nel 1980 rileva il 50% della società per poi acquistare l'intero pacchetto azionario nel 1997. Gli studi si trasferiscono dalla Balduina a Piazza Euclide.
Nel 1986 avviene un nuovo trasloco degli studi, che si trasferiscono in Viale Mazzini 119. Nello stesso periodo comincia l'espansione su tutto il territorio nazionale con il nuovo nome Radio Dimensione Suono Network. A livello areale vengono create altre due emittenti che affiancano il network nazionale, sono Dimensione Suono Roma e Dimensione Suono 2 (che nel 2018 cambierà nome in Dimensione Suono Soft). Le altre emittenti areali del gruppo RDS sono Ram Power e Discoradio.
Negli anni novanta viene adottata la formula Hit combination, 50% musica italiana e 50% musica straniera, con lo slogan "100% grandi successi". 
Dalla metà degli anni novanta assume il nome di RDS Radio Dimensione Suono. Nel 1997, 1998 e 1999 è la radio più ascoltata d’Italia. 
Nel 2000 viene abbandonata la formula “50% di musica italiana, 50% di musica straniera”. Il progetto portò a perdere 1 milione di ascoltatori in meno di un anno. 
Nel 2001 viene quindi affidato a Claudio Astorri il progetto di una restaurazione totale e viene lanciato il nuovo format con un ritorno alla radio di flusso che si ispirava a una Contemporary Hit Radio: la musica attuale presente al 70%, i brani ricorrenti all'incirca al 10% mentre i brani del passato, che provenivano solo dagli ultimi 10 anni erano tra il 25% e il 35% e il nuovo motto diventa: "Il meglio della musica dagli anni 90 ad oggi" pur restando lo slogan "100% Grandi Successi". 
Nel tempo RDS si è avvalsa delle collaborazioni di Maurizio Costanzo e di Enrico Mentana; quest'ultima è legata a un'idea di Astorri, cioè il commento di un fatto di attualità in 100 secondi.
Tra le voci storiche si segnalano quelle di Jocelyn, Paulo Roberto Falcão, Antonella Condorelli, Faber Cucchetti, Francesco Scelta, Mario Tagliaferri e Ivo Caliendo, cui si sono aggiunte in seguito quelle di Silvio Piccinno, Roberto Giacobbo, Teo Bellia, Marina Leoni, Carlo Veludo, Luciana Biondi e Cinzia Donti che animarono la radio negli anni ottanta e novanta, Anna Pettinelli, Marco Liorni, Awanagana, Mauro Marino, Gigi Ariemma, Rosaria Renna, Mauro Mazza, Manuela Doriani, Stefano Piccirillo, Savino Zaba, Andrea Pellizzari, Tamara Taylor, Carlo Mancini, Charlie Gnocchi, Joe Violanti (Sergio Violanti), Max Pagani, Corrado Gentile. In tempi più recenti grandi voci di RDS 100% Grandi Successi sono state Giuditta Arecco e Filippo Firli.
Nel 2006 il gruppo RDS acquista anche la superstation lombarda Discoradio che abbandona da allora le sue sonorità disco per diventare una radio con sonorità rivolte ad un pubblico più giovane. A partire dalla fine del primo decennio del 2000 RDS torna a programmare anche canzoni degli anni '80, sia pure solo di artisti esteri. 
Nel 2009 vengono inaugurati la nuova sede dell'emittente, che si trasferisce da Viale Mazzini 119 a Via Pier Ruggero Piccio nel quartiere Trionfale di Roma. Nella struttura è compreso anche l'Auditorium Multimediale ricavato da una ex chiesa sconsacrata.
A marzo 2013 viene aggiornato il format di conduzione passando alla conduzione a coppia.
Dal 2014 al 2018 RDS realizza il reality RDS Academy, prima in onda su Sky, per poi passare su Real Time.
Dal 2017 al 2020 registra un calo progressivo di oltre 780.000 ascoltatori, dovuto in parte alla contrazione del settore causata dalla pandemia di Covid-19. Tuttavia, tra il 2021 e il 2022, ne recupera quasi 300.000.
Nel 2020 RDS lancia la propria radiovisione con il progetto "RDS Social TV", trasmesso sul canale 265 del digitale terrestre.
Attualmente RDS è disponibile in vari modi: in tv sul canale 50 di Tivùsat, sul canale 265 del DTT, sul canale 724 di Sky; con l'app di RDS o Radioplayer Italia compatibili con iOS/Android, sulla Radio DAB, sul mux a diffusione nazionale DAB Italia, e sui social Facebook, Twitter, Instagram e TikTok.
il 26 luglio 2023 viene presentata Radio Serie A con RDS, trasmessa in modalità DAB e IP, visibile anche sul digitale terrestre tramite estensione del canale Radio-TV, sul sito e sull’app della Lega Serie A, nonché sul sito e sull’app di RDS, nell’ambito di una partnership tra la Lega Serie A e RDS 100% Grandi Successi.
La radio è in diretta ogni giorno, ad eccezione della fascia 18:00–19:00, che viene registrata nel primo pomeriggio dai conduttori.
Il sabato, inoltre, le trasmissioni dalle 7:00 alle 19:00 sono anch'esse registrate in precedenza.
Durante il periodo estivo, il palinsesto può subire modifiche e ulteriori trasmissioni potrebbero essere preregistrate.
Le registrazioni avvengono in studio, con uno sfondo simile a quello degli studi utilizzati per la diretta, per evitare stacchi visivi evidenti sul canale 265.

## Slogan e iniziative promozionali
Nel corso degli anni, RDS, oltre allo slogan "100% Grandi Successi", ha intrapreso campagne pubblicitarie utilizzando nuovi slogan: La Radio Totale; The Music Station; Nel cuore della musica; RDS insieme a te trasmettiamo voglia di partecipare. Dal 2013, lo slogan utilizzato è: RDS insieme a te voglia di....
Il gruppo RDS, grazie al contributo economico dei suoi ascoltatori, ha sostenuto, in collaborazione con Save the Children, la costruzione di quattro scuole in Tigray (Etiopia) ed aiutato oltre 6400 bambini del distretto ad accedere all'istruzione. Sul piano nazionale si è impegnata con la fondazione Exodus di Don Antonio Mazzi, nella costruzione di case famiglia per aiutare le famiglie più bisognose.
Per un certo periodo RDS si è proposta radio ufficiale italiana del Live Earth 2007.

## Palinsesto attuale

### Dal lunedì al venerdì
| Fascia Oraria | Programma                                   | Conduttori                                                                              | Note                       |
| ------------- | ------------------------------------------- | --------------------------------------------------------------------------------------- | -------------------------- |
| 05:00 – 07:00 | L'alba dei pazzi viventi                    | Melania Agrimano, Beppe De Marco                                                        |                            |
| 07:00 – 10:00 | Tutti Pazzi per RDS                         | Rossella Brescia, Baz, Ciccio                                                           |                            |
| 10:00 – 12:00 | Anna & Sergio                               | Anna Pettinelli, Sergio Friscia                                                         |                            |
| 12:00 – 15:00 | Petra & Giovanni                            | Petra Loreggian, Giovanni Vernia                                                        | I peggio di RDS            |
| 15:00 – 19:00 | Roberta & Claudio                           | Roberta Lanfranchi, Claudio Guerrini                                                    | Guerrini & Lanfranchi Show |
| 19:00 – 22:00 | Chiara & Mauro Mauro & Roberta Fiore        | Chiara De Pisa, Mauro Casciari Lun-Gio Mauro Casciari, Roberta Fiore venerdì            |                            |
| 22:00 – 01:00 | Elisabetta & Jason Francesca Romana & Paolo | Elisabetta Sacchi, Jason Gagliani Lun-gio Francesca Romana D'Andrea, Paolo Piva Venerdì |                            |
| 01:00 – 05:00 | Alessandro & Filippo                        | Alessandro Corsi, Filippo Ferrraro                                                      | La notte dei guerrieri     |

### Sabato (fascia 07:00-19:00 registrata)
| Fascia Oraria | Programma           | Conduttori                            | Note                                   |
| ------------- | ------------------- | ------------------------------------- | -------------------------------------- |
| 05:00 - 07:00 | Max & Roberta Fiore | Max Del Buono / Roberta Fiore         |                                        |
| 07:00 - 10:00 | Tutti Pazzi per RDS | Rossella / Ciccio / Baz               | Il meglio di...                        |
| 10:00 - 12:00 | Anna & Sergio       | Anna Pettinelli / Sergio Friscia      |                                        |
| 12:00 - 15:00 | Petra & Giovanni    | Petra Loreggian / Giovanni Vernia     |                                        |
| 15:00 - 19:00 | Roberta & Claudio   | Roberta Lanfranchi / Claudio Guerrini | Guerrini & Lanfranchi Shoe "le storie" |
| 19:00 – 22:00 | Francesca & Renzo   | Francesca Manzini / Renzo Di Falco    |                                        |
| 22:00 – 01:00 | Party RDS           | Francesca Romana D’Andrea             | Dance mixato                           |
| 01:00 - 05:00 | Corrado Trisoglio   |                                       |                                        |

### Domenica
| Fascia Oraria | Programma | Conduttori               |
| ------------- | --------- | ------------------------ |
| 05:00 – 09:00 | -         | Max & Roberta Fiore      |
| 09:00 – 13:00 | -         | Chiara & Leo             |
| 13:00 – 17:00 | -         | Elisabetta & Jason       |
| 17:00 – 21:00 | -         | Francesca & Renzo        |
| 21:00 – 01:00 | -         | Francesca Romana & Paolo |
| 01:00 – 05:00 | -         | Corrado                  |

La radio propone, il sabato sera, una nuova versione del programma "Party RDS", condotto da Francesca Romana D’Andrea. Il format prevede sequenze mixate di grandi successi dance, intervallate da brevi interventi della conduttrice.
Questa scelta editoriale contribuisce a ridurre il numero di ore in diretta nella giornata del sabato, che ammontano a sole 5 su 24, poiché anche l’appuntamento "Alessandro & Filippo", in onda nella notte tra venerdì e sabato, è registrato in precedenza.
Nel periodo estivo, inoltre, va in onda più volte "Notte RDS", con solo musica per 4 ore, senza conduzione.

## Programmi storici
- Ripigliati, ed. 1999 con Mauro Marino
- Alto Godimento (Morning Show)
- Www punto g, ed. 2000-2002 con Gretel & Gretel
- Fare Night, ed. 2000 con Tamara e Claudio Guerrini
- Fare Night, ed. 2001 con Alessandro Marabotto
- Scusi. Quanto Stanno? ed. 1999 con Stefano Piccirillo, Alessandro Antinelli e Claudio Guerrini
- A tutto c'è una risposta per tutto ed.2000 con Enrico Lucci.
- Domenica Goal ed.1997, 1998, con Stefano Piccirillo
- Loveland, ed. 1997, 1998, 1999 con Anna Pettinelli
- I suoni del cinema, ed. 1997, 1998, 1999, con Claudio Sorrentino e Marco Minelli
- Movida, ed. 1997, 1998, 1999, con Stefano Piccirillo
- RDS Chart con (a turno) Savino Zaba, Manuela Doriani, Tamara Taylor
- Riccione By Night
- Special RDS
- Top Ten Dance, con Bolognesi e Provenzano
- Club Chart con Mauro Marino
- Corso Italia, con Mino Taveri
- Ordinaria Emergenza, con Valerio Staffelli
- Drive Time con Claudio Guerrini
- Start, ed. 1999/2000 con Rosaria Renna
- Rosaria Renna & Claudio Guerrini (2013-2016)
- Guerrini & Lanfranchi Show (2016-...)
- I Peggio di RDS (nov 2017-...)
- I Peggio più Peggio di RDS (set 2020-...)
- I Guerrieri della notte
  - con Danny Virgillo e Filippo Ferraro (2018-2021)
  - con Danny Virgillo e Alessandro Corsi (2021, 2022)
  - con Danny Virgillo e Filippo Firli (marzo - luglio 2022)
  - con Danny Virgillo e Giuditta Arecco (novembre 2022 - marzo 2023)
  - con Danny Virgillo e Jason Gagliani (giugno 2023)
  - con Jason Gagliani e Alessandro Corsi (2023-2024)
  - con Alessandro Corsi e Filippo Ferraro (16 set 2024-...), Corrado Trisoglio & Danny Virgillo (sab/dom) fino a Giugno 2025
  - con Alessandro Corsi e Filippo Ferraro (16 set 2024-...), Corrado Trisoglio (sab/dom) da Giugno 2025
- Tutti pazzi per RDS
  - con Joe Violanti, Charlie Gnocchi, Flavia Vento
  - con Joe Violanti, Rossella Brescia e Max Pagani
  - con Max Pagani, Rossella Brescia con la partecipazione di Barty Colucci
  - con Rossella Brescia, Sergio Friscia, Barty Colucci e Claudio Cannizzaro
  - con Rossella Brescia, Sergio Friscia, Barty Colucci, Claudio Cannizzaro e Francesca Manzini
  - con Rossella Brescia, Sergio Friscia, Barty Colucci e Francesca Manzini
  - con Rossella Brescia, Barty Colucci, Francesca Manzini e Giacomo "Ciccio" Valenti
  - con Rossella Brescia, Marco Baz-zoni (Baz) e Giacomo "Ciccio" Valenti
- L'alba dei pazzi viventi
  - con Max Pagani e Francesca Manzini (2021)
  - con Mauro Casciari e Francesca Manzini (2021/2022)
  - con Beppe De Marco e Francesca Romana D’Andrea (settembre-novembre 2022)
  - con Beppe De Marco e Renzo Di Falco (novembre 2022-settembre 2023)
  - con Beppe de Marco e Melania Agrimano (2023...)

## Ascolti (giorno medio)
dati RadioTER (dal 2017)
| Anno | Periodo | Giorno Medio Ieri | Performance | %      | Performance | Pos. private |
| ---- | ------- | ----------------- | ----------- | ------ | ----------- | ------------ |
| 2017 | -       | 5.697.000         | /           | /      | /           | 2º           |
| 2018 | -       | 5.563.000         | Diminuzione | -2,3%  | - 134.000   | 2º           |
| 2019 | -       | 5.510.000         | Diminuzione | -0,96% | - 53.000    | 2º           |
| 2020 | -       | 4.914.000         | Diminuzione | -10,8% | - 596.000   | 4º           |
| 2021 | -       | 4.949.000         | Aumento     | + 0,7% | + 35.000    | 2º           |
| 2022 | -       | 5.210.000         | Aumento     | + 5,3% | + 261.000   | 2º           |
| 2023 | -       | 5.540.000         | Aumento     | + 6,3% | + 330.000   | 2º           |

dati Gfk Eurisko/RadioMonitor (dal 2012 al 2016)
| Anno | Periodo | Giorno Medio Ieri | Performance | Pos. private |
| ---- | ------- | ----------------- | ----------- | ------------ |
| 2012 | -       | 4.727.000         | /           | 4º           |
| 2013 | -       | 4.699.000         | Diminuzione | 4º           |
| 2014 | -       | 4.559.000         | Diminuzione | 3º           |
| 2015 | -       | 4.716.000         | Aumento     | 2º           |
| 2016 | -       | 4.705.000         | Diminuzione | 4º           |

dati Audiradio
| Anno | Giorno Medio Ieri | Performance | Pos. private |
| ---- | ----------------- | ----------- | ------------ |
| 1991 | 620.000           | /           | 8º           |
| 1992 | non rilevato      | /           | /            |
| 1993 | 2.671.000         | /           | 3º           |
| 1994 | 3.370.000         | + 699.000   | 3º           |
| 1995 | 3.855.000         | + 485.000   | 2º           |
| 1996 | 4.505.000         | + 650.000   | 2º           |
| 1997 | 4.631.000         | + 126.000   | 1º           |
| 1998 | 5.057.000         | + 426.000   | 1º           |
| 1999 | 4.707.000         | - 350.000   | 1º           |
| 2000 | 4.536.000         | - 171.000   | 3º           |
| 2001 | 4.051.000         | - 485.000   | 3º           |
| 2002 | 4.092.000         | + 41.000    | 3º           |
| 2003 | 4.220.000         | + 128.000   | 3º           |
| 2004 | 4.420.000         | + 200.000   | 2º           |
| 2005 | 4.505.000         | + 85.000    | 2º           |
| 2006 | 4.965.000         | + 460.000   | 2º           |
| 2007 | 5.014.000         | + 49.000    | 3º           |
| 2008 | 5.263.000         | + 249.000   | 3º           |
| 2009 | 5.034.000         | - 229.000   | 3º           |
| 2010 | 5.000.000         | - 34.000    | 3º           |
| 2011 | non rilevato      | /           | /            |

## Conduttori radiofonici
Conduttori della settimana:
- Anna Pettinelli
- Beppe De Marco
- Claudio Guerrini
- Filippo Ferraro
- Francesca Romana D'Andrea
- Giacomo "Ciccio" Valenti
- Giovanni Vernia
- Jason Gagliani
- Marco Bazzoni
- Mauro Casciari
- Petra Loreggian
- Renzo Di Falco
- Roberta Lanfranchi
- Roberta Fiore
- Rossella Brescia
- Sergio Friscia
- Alessandro Corsi
- Chiara De Pisa
- Corrado Trisoglio
- Elisabetta Sacchi
- Leo Di Bello
- Max Del Buono
- Melania Agrimano
- Paolo Piva
- Francesca Manzini

### Ex conduttori
- Alessandra Rotolo
- Alessandro Antinelli
- Alessandro Marabotto
- Antonella Condorelli
- Awanagana
- Barty Colucci
- Carlo Veludo
- Charlie Gnocchi
- Chiara Papanicolaou
- Cinzia Donti
- Claudio Cannizzaro
- Corrado Gentile Cadeddu
- Danny Virgillo
- Davide Camera
- Davide Semilia
- Doris Zaccone
- Elena Di Cioccio
- Egidio Fia
- Enrico Lucci
- Faber Cucchetti
- Fabio Camillacci
- Federico Russo
- Filippo Firli
- Flavia Vento
- Francesca Zanni
- Francesco Allegretti
- Francesco De Venia
- Francesco Pasquali
- Francesco Scelta
- Gigi Ariemma
- Giuditta Arecco
- Ike Therry
- Ivo Caliendo
- Joe Violanti
- Luca Lazzari
- Luciana Biondi
- Luciano Pazzaglia
- Manuel Devella
- Manuela Doriani
- Marco Liorni
- Marco Minelli
- Marina Leoni
- Mario Tagliaferri
- Marlen Pizzo
- Maurizio Costanzo
- Maurizio Modica
- Mauro Marino
- Mauro Mazza
- Max Pagani
- Michela Andreozzi
- Mino Taveri
- Paolo Fina
- Roberto Giacobbo
- Rosaria Renna
- Savino Zaba
- Silvia Mobili
- Silvio Piccinno
- Silvio Sarta
- Tamara Taylor
- Teo Bellia
- Valerio Scarponi
- Valerio Staffelli